# 比留木忠治
比留木 忠治（ひるき ちゅうじ、1931年 - 2021年11月15日）は、日本・カナダの生物学者（植物病理学）。学位は、農学博士（九州大学・1963年）。特定非営利活動法人五島の椿と自然を守る会理事長、International Camellia Society副会長、アルバータ大学名誉教授、カナダ王立協会会員。長崎県出身。長年カナダに在住。
日本専売公社秦野たばこ試験場での勤務を経て、アルバータ大学農生命環境学部教授、アルバータ大学マッカラ研究教授、アルバータ大学特別全学教授、International Society for Plant Pathology会計役などを歴任した。

## 概要
長崎県出身の生物学者である。無病種子ジャガイモの生産システムの構築や、牧草ウイルスの新発見といった業績で知られている。長年に渡ってカナダのアルバータ大学で教鞭を執るなど、後進の育成に力を注いだ。のちにカナダ王立協会の会員にも選出されている。国際植物病理学会においては会計役を務めるなど、執行部の一員として活動した。また、長崎県五島市の名産であるツバキの国際的な普及に力を注いでおり、五島の椿と自然を守る会の理事長や、国際ツバキ協会の副会長などを歴任した。五島市への国際ツバキ会議の誘致に尽力したことでも知られている。

## 来歴

### 生い立ち

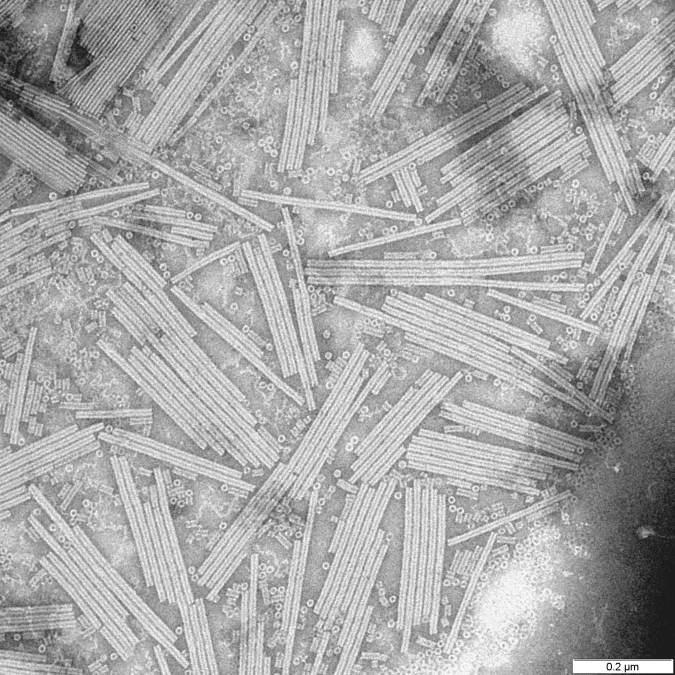
タバコモザイクウイルス

1931年生まれ、長崎県南松浦郡出身。九州大学に進学し、農学部にて学んだ。この頃はタバコモザイクウイルスの研究に従事しており、のちに博士論文「タバコモザイクウイルスの系統および変異に関する研究」を執筆し、1963年3月18日に農学博士の学位を取得した。

### 研究者として
日本専売公社に採用され、秦野たばこ試験場にて勤務した。
その後、カナダに渡航し、アルバータ州エドモントン市に所在するアルバータ大学にて教鞭を執ることになった。1966年から1996年にかけてアルバータ大学で教授を務め、後進の育成に力を注いだ。なお、学内では農生命環境学部に所属した。その間の業績を讃え、アルバータ大学よりアーサー・マッカラの名を冠した「マッカラ研究教授」の呼称が与えられた。1991年には、アルバータ大学より「特別全学教授」の呼称が与えられた。なお、1990年にはカナダの国立科学アカデミーである「カナダ王立協会」の会員に選出されている。のちにアルバータ大学を退職する際には、アルバータ大学より名誉教授の称号が贈られた。
アルバータ大学退職後は日本に戻り、特定非営利活動法人である「五島の椿と自然を守る会」の理事長を務めるなど、精力的に活動している。

## 研究

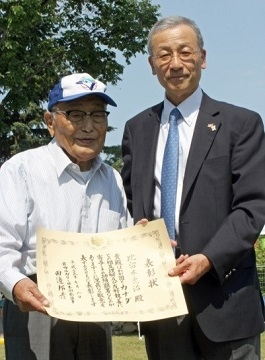
2017年7月8日、在カルガリー総領事表彰授与式にて在カルガリー総領事田辺邦彦（右）と

専門は生物学であり、特に植物病理学に関する研究に従事した。具体的には、無病種子ジャガイモの生産システムの構築に取り組んだ。この業績が評価され、アルバータ科学技術リーダーシップ賞を受賞している。また、研究を通じて、新たな牧草ウイルスを発見している。この業績が評価され、国際植物病理学会グランプリを受賞している。そのほか、ウロイドに着目してその研究に取り組むとともに、ファイトプラズマの同定や診断に取り組んだ。比留木らにより命名されたファイトプラズマのカンディダートゥスとしては、「Candidatus Phytoplasma japonicum」や「Candidatus Phytoplasma trifolii」が挙げられる。これら一連の「植物ウイルス・ウロイド及びMLOの同定と診断に関する研究」が評価され、1990年度の日本植物病理学会賞を受賞している。
さらに、故郷である長崎県五島市の名産がツバキであることから、ツバキによる地域おこしや日本国外へのツバキの普及に力を注いだ。国際ツバキ協会においては、副会長など要職を歴任した。五島市への国際ツバキ会議の誘致にも尽力した。加えて、五島市椿園が「国際優秀椿園」として認定されるよう尽力するなど、地域活性化に力を尽くした。これらの活動が評価され、2005年に長崎新聞文化賞を受賞している。また、2017年には在外公館である在カルガリー総領事館の長である在カルガリー総領事より在外公館長表彰を受けている。
学術団体においては、2009年に日本植物病理学会より「永年会員」の称号を授与されている。また、国際植物病理学会においては長年にわたって執行部の一員に名を連ねており、1998年から2003年にかけて会計役を務め、会長のピーター・スコットらを支えた。2003年から2008年にかけて再び会計役を務め、会長のリチャード・ファルーンらを支えた。2008年に新会長のロドヴィカ・グリノらによる執行部が発足すると、それに伴い会計役を退任することになり、後任のトーマス・エヴァンスに引き継いだ。

## 略歴
- 1931年 - 誕生[8]。
- 1966年 - アルバータ大学農生命環境学部教授[3]。
- 1990年 - カナダ王立協会会員[3][4]。
- 1991年 - アルバータ大学特別全学教授[3]。
- 1998年 - 国際植物病理学会会計役[5]。
- 2009年 - 日本植物病理学会永年会員[14]。

## 賞歴
- 1990年 - 日本植物病理学会賞[12]。
- 2005年 - 長崎新聞文化賞[2]。
- 2017年 - 在カルガリー総領事表彰[3]。
- 2018年 - 瑞宝小綬章

## 著作

### 単著
- 比留木忠治著『ある偶然――史話』文芸社、2009年。ISBN 9784286055091
- 比留木忠治著『南の風・北の風』文芸社、2011年。ISBN 9784286107844

### 寄稿、論文、分担執筆、等
- 日高醇・魚住哲郎・比留木忠治稿「タバコ矮化病の病徴に及ぼす温度の影響」『日本植物病理學會報』19巻3号、日本植物病理学会、1955年3月30日、187-188頁。ISSN 00319473
- 日高醇・比留木忠治稿「タバコモザイク病ウイルス（TMV）の変異と誘発」『日本植物病理學會報』21巻1号、日本植物病理学会、1956年8月15日、38-39頁。ISSN 00319473
- 比留木忠治・日高醇稿「タバコからジャガイモYウイルスの検出について」『日本植物病理學會報』21巻2号、日本植物病理学会、1956年11月30日、125頁。ISSN 00319473
- 比留木忠治稿「タバコモザイク病ウイルス（TMV）の変異株相互間における干渉」『日本植物病理學會報』22巻1号、日本植物病理学会、1957年3月5日、21頁。ISSN 00319473
- 日高醇・比留木忠治稿「タバコモザイク病ウイルスのリボ核酸活性およびウイルス再構成」『日本植物病理學會報』23巻1号、日本植物病理学会、1958年3月5日、27-28頁。ISSN 00319473
- 比留木忠治稿「タバコモザイク病ウイルスの1変異型（N-1）について」『日本植物病理學會報』23巻1号、日本植物病理学会、1958年3月5日、35頁。ISSN 00319473
- 比留木忠治稿「Nitrogen mustardによるタバコモザイク病ウイルスの不活化」『日本植物病理學會報』25巻1号、日本植物病理学会、1960年3月1日、18頁。ISSN 00319473
- 比留木忠治稿「オオバコから検出されたタバコモザイクウイルスの1系統」『日本植物病理學會報』25巻5号、日本植物病理学会、1960年12月25日、238頁。ISSN 00319473
- 比留木忠治稿「タバコモザイクウイルスの数種変異株の増殖と環境温度」『日本植物病理學會報』26巻2号、日本植物病理学会、1961年3月1日、66頁。ISSN 00319473
- 比留木忠治稿「アルファルファモザイクウイルスによるタバコの新ウイルス病“タバコ/アルファルファモザイク病”」『日本植物病理學會報』26巻5号、日本植物病理学会、1961年12月25日。215頁。ISSN 00319473
- 比留木忠治稿「タバコの接種葉におけるアルファルファモザイクウイルスの増殖とタバコの品種ならびに温度との関係」『日本植物病理學會報』26巻5号、日本植物病理学会、1961年12月25日、237頁。ISSN 00319473
- 比留木忠治稿「タバコで得られたタバコモザイクウイルス2種の黄斑系」『日本植物病理學會報』27巻5号、日本植物病理学会、1962年12月15日、249頁。ISSN 00319473
- 比留木忠治稿「タバコモザイクウイルスの数種系統に対するタバコの種、品種および育成系統の反応」『日本植物病理學會報』27巻5号、日本植物病理学会、1962年12月15日、269-270頁。ISSN 00319473
- 比留木忠治ほか稿「タバコモザイクウイルスの系統および変異に関する研究」『秦野たばこ試験場報告』56号、日本専売公社秦野たばこ試験場、1965年12月、1-97頁。ISSN 03676323
- 比留木忠治稿「インゲンによる“Carla virus group”ウイルスの判別」『日本植物病理学会報』40巻2号、日本植物病理学会、1974年3月25日、112頁。ISSN 00319473
- 古沢巌・比留木忠治稿「Bromegrass mosaic virusのRNA合成について」『日本植物病理学会報』40巻2号、日本植物病理学会、1974年3月25日、146-147頁。ISSN 00319473
- 古沢巌ほか稿「ブロムグラスモザイクウイルスの各粒子の性質」『日本植物病理学会報』40巻3号、日本植物病理学会、1974年6月25日、206-207頁。ISSN 00319473
- 松本勤・陳明雄・比留木忠治稿「ジャガイモMウイルスの精製法の改良ならびに同ウイルスの諸性質」『日本植物病理学会報』46巻1号、日本植物病理学会、1980年1月25日、72-73頁。ISSN 00319473
- 比留木忠治稿「カナダにおける大学・大学院教育の現況――研究者養成に関する提言」『学術月報』33巻4号、日本学術振興会、1980年7月、270-273頁。ISSN 03872440
- 比留木忠治ほか稿「カナダ産マイコプラズマ（aster yellows-MLO）の超高圧電顕による観察」『日本植物病理学会報』52巻1号、日本植物病理学会、1986年1月25日、94頁。ISSN 00319473
- 比留木忠治稿「Dianthovirus groupに属する数種ウイルスの血清学的類縁」『日本植物病理学会報』52巻1号、日本植物病理学会、1986年1月25日、97頁。ISSN 00319473
- 大木理・W. T. Leps・比留木忠治稿「アルファルファにおけるアルファルファモザイクウイルス感染の共生窒素固定過程への影響」『日本植物病理学会報』52巻3号、日本植物病理学会、1986年7月25日、511頁。ISSN 00319473
- 比留木忠治稿「マイコプラズマ様微生物による一新病害――Brugmansia candidaの萎縮病」『日本植物病理学会報』52巻4号、日本植物病理学会、1986年10月25日、675-682頁。ISSN 00319473
- 比留木忠治稿「オーストラリヤに発生したHibiscus heterophyllusのてんぐ巣病」『日本植物病理学会報』53巻1号、日本植物病理学会、1987年1月25日、1-6頁。ISSN 00319473
- S. Bains Piara・R. Pappu Hanumantha・比留木忠治稿「エンドウ葉肉細胞プロトプラストのクローバ黄斑モザイクウイルス感染系の改良」『日本植物病理学会報』54巻2号、日本植物病理学会、1988年4月25日、174-182頁。ISSN 00319473
- 比留木忠治稿「植物ウイルスの病原性」『日本植物病理学会報』54巻、日本植物病理学会、1988年12月31日、692頁。ISSN 00319473
- 比留木忠治稿「Eve-19 International Working Group on Plant Viruses with Fungal Vectors」『日本植物病理学会報』54巻、日本植物病理学会、1988年12月31日、799頁。ISSN 00319473
- 比留木忠治稿「植物ウイルス・ウイロイド・MLOの同定と診断に関する研究」『日本植物病理学会報』56巻3号、日本植物病理学会、1990年7月25日、290-293頁。ISSN 00319473
- 楠木学・比留木忠治稿「キリてんぐ巣病の見かけの回復現象と罹病樹内におけるてんぐ巣病MLOの分布」『日本植物病理学会報』58巻4号、日本植物病理学会、1992年10月25日、613頁。ISSN 00319473
- 萩田孝志ほか稿「接種法、ELISA法及びドットブロットハイブリダイゼーション法によるスイートクローバからSweet clover necrotic mosaic virusの検出」『日本植物病理学会報』59巻6号、日本植物病理学会、1993年12月25日、772頁。ISSN 00319473
- 楠木学ほか稿「マイコプラズマ様微生物（MLO）によるケケンポナシ（Hovenia tomentosa）てんぐ巣病（新称）」『日本林學會誌』76巻1号、日本森林学会、1994年1月1日、78-83頁。ISSN 0021485X
- 比留木忠治・A. H. Khadhair稿「ヤナギ天狗巣病――クローバー叢生病グループに属するPhytoplasmaによる新病害について」『日本植物病理学会報』61巻6号、日本植物病理学会、1995年12月25日、636頁。ISSN 00319473
- 比留木忠治稿「スィートクローバーネクロチックモザイクウイルス（SCNMV）の分子疫学」『日本植物病理学会報』62巻6号、日本植物病理学会、1996年12月25日、638頁。ISSN 00319473
- 森玲穂ほか稿「ダイアンソウイルスゲノムRNA成分の相補性」『日本植物病理学会報』63巻6号、日本植物病理学会、1997年12月25日、521頁。ISSN 00319473
- 比留木忠治ほか稿「Heteroduplex mobility assayによる世界各地産ファイトプラズマ分離株の分類遺伝学的研究」『日本植物病理学会報』64巻4号、日本植物病理学会、1998年8月25日、384頁。ISSN 00319473
- 比留木忠治・王克日稿「天狗巣病罹病ジャガイモにおけるファイトプラズマによる二重感染の分子診断法による検出」『日本植物病理学会報』65巻3号、日本植物病理学会、1999年6月25日、368頁。ISSN 00319473
- 王克日・比留木忠治稿「ファイトプラズマの同定と分類に有用なDNAヘテロデュプレックス易動度検定法」『日本植物病理学会報』66巻3号、日本植物病理学会、2000年12月25日、259頁。ISSN 00319473
- 比留木忠治・王克日稿「異種DNA 2本鎖易動度検査法によるファイトプラズマのconserved geneにおける1塩基対差の迅速検出とその応用」『日本植物病理学会報』67巻2号、日本植物病理学会、2001年8月25日、216頁。ISSN 00319473
- 比留木忠治稿「ファイトプラズマ疫学における最近の進歩」『日本植物病理学会報』75巻1号、日本植物病理学会、2009年2月25日、45頁。ISSN 00319473
- 尾崎行生ほか稿「ヤブツバキ‘玉之浦’花弁にみられる覆輪幅の時期別変異」『園芸学研究』11巻1号別冊、園芸学会、2012年3月28日、170頁。ISSN 18818307

### 註釈
1. ↑  比留木の出身地は、1931年当時は長崎県南松浦郡に属しており、のちの長崎県五島市に該当する。